# Петр Голик
Петр Голик (чеськ. Petr Holík; 3 березня 1992, м. Злін, Чехія) — чеський хокеїст, центральний нападник. Виступає за ХК «Злін» у Чеській Екстралізі.
Вихованець хокейної школи ХК «Злін». Виступав за ХК «Злін», ХК «Градець-Кралове», «Млада-Болеслав».
В чемпіонатах Чехії — 91 матч (16+19), у плей-оф — 16 матчів (3+3).
У складі молодіжної збірної Чехії учасник чемпіонатів світу 2011 і 2012. У складі юніорської збірної Чехії учасник чемпіонату світу 2010.